# Flashdance... What a Feeling
Flashdance... What a Feeling is een nummer uit de film Flashdance uit 1983, gezongen door de Amerikaanse zangeres Irene Cara. Het nummer werd in maart 1983 wereldwijd op vinylsingle uitgebracht. In 1988 werd het nummer op cd-single uitgebracht en in 2010 als digitale download.

## Achtergrond
De plaat kwam in verschillende landen, waaronder in thuisland de Verenigde Staten, op de nummer 1-positie terecht. In het Verenigd Koninkrijk bereikte de plaat de 2e positie in de UK Singles Chart. 
In Nederland was de plaat op vrijdag 21 april 1983 Veronica Alarmschijf op Hilversum 3 en werd een grote hit in de destijds drie landelijke hitlijsten op de nationale publieke popzender. De plaat bereikte de 13e positie in de Nederlandse Top 40, de 17e positie in de Nationale Hitparade en piekte op een 11e positie in de TROS Top 50. In de Europese hitlijst op Hilversum 3, de TROS Europarade, bereikte de plaat de 5e positie.
In België bereikte de single de 20e positie in de Vlaamse Radio 2 Top 30 en de 22e positie in de voorloper van de Vlaamse Ultratop 50. In Wallonië werd géén notering behaald.
Ook won de plaat de Academy Award voor Beste Originele Nummer en een Golden Globe. Ondanks de titel wordt het woord "Flashdance" nooit gezongen in de tekst. De instrumenten in het nummer zijn veelal synthesizers.
Flashdance... What a Feeling verscheen op het originele soundtrack album van de film en op het tweede album van Irene Cara met de naam What a Feelin'.
De plaat werd gebruikt in een reclamespot van Apple Computers uit 1984. De tekst was hierin veranderd van "What a Feeling" naar "We are Apple".
In maart 2007 plaatste de United World Chart de plaat als 22e op de lijst van succesvolste uit de muziekgeschiedenis. Het is de op drie na succesvolste plaat gezongen door een solozangeres, na My Heart Will Go On van Céline Dion, I Will Always Love You van Whitney Houston en Believe van Cher.
In de sinds december 1999 jaarlijks uitgezonden NPO Radio 2 Top 2000 van de Nederlandse publieke radiozender NPO Radio 2 stond de plaat tot nu toe alleen in 2001, 2003 en 2004 in de lijst der lijsten genoteerd, met als hoogste notering een 1699e positie in 2001.

## Het nummer in de film
De versie op de soundtrack is de versie die normaal gesproken gedraaid wordt op de radio. De plaat verschijnt twee keer in de film, tijdens de intro en als achtergrond van de auditie van Alex, in het slot van de film. Allebei de versies werden speciaal voor de film opgenomen en zijn anders gearrangeerd dan de albumversie.

### NPO Radio 2 Top 2000
| Nummer met noteringen in de NPO Radio 2 Top 2000 | '01  | '02 | '03  | '04  |
| ------------------------------------------------ | ---- | --- | ---- | ---- |
| Flashdance... What a Feeling                     | 1699 | -   | 1904 | 1827 |

1. ↑  Een '-' betekent dat het nummer niet was genoteerd en een vetgedrukt getal geeft de hoogste notering aan.
2. ↑  2001 was het eerste jaar met een notering voor dit nummer.
3. ↑  Deze tabel is bijgewerkt tot en met de meest recente editie (2024).